# Гавриловка (Нововодолажский район)
Гаври́ловка (укр. Гаврилівка) — село в Станичненском сельском совете Нововодолажского района Харьковской области Украины.
Код КОАТУУ — 6324285004. Население по переписи 2001 года составляет 63 (27/36 м/ж) человека.

## Географическое положение
Село Гавриловка находится на расстоянии в 2,5 км от истоков реки Грушевая. На расстоянии в 1 км находится село Ляшовка. Рядом проходит автомобильная дорога Р-51.

## Достопримечательности
- Братская могила советских воинов. Похоронено 20 воинов.